# George Boole
George Boole, född 2 november 1815, död 8 december 1864, var en brittisk matematiker och filosof. Han är känd som skaparen av Boolesk algebra, grunden för all modern datoraritmetik.

## Biografi
George Booles far var handelsman i staden Lincoln i östra England. Denne var själv intresserad av matematik och var den som gav sonen den första introduktionen till matematiken. George Boole var också språkligt begåvad. Vid 12 års ålder översatte han en dikt av Horatius till engelska. Hans far blev så stolt att han lät publicera resultatet.
Boole fick aldrig någon formell akademisk utbildning. Vid 16 års ålder började han som biträdande lärare vid en skola i Doncaster. 1835, vid 20 års ålder, startade han en egen skola och började på egen hand att studera matematik. Bland annat läste han verk av Laplace och Lagrange. Hans första publicerade matematiska skrivelse var en artikel i tidskriften Cambridge Mathematical Journal med titeln "Theory of analytical transformations". Därmed kom han i kontakt med Duncan Gregory som då var redaktör för denna nyligen startade tidskrift. Detta kom att få stor betydelse för Boole. Gregory försökte få honom att påbörja akademiska studier vid Cambridge, men Boole var beroende av sin inkomst som lärare och hade ingen möjlighet att börja studera. Emellertid började han publicera artiklar i Cambridge Mathematical Journal, och Gregory fick honom att börja intressera sig för algebra.
1849 tillträdde han en position som Professor of Mathematics vid Queen's College, Cork. Han blev kvar vid Queen's College resten av sitt liv.
Sammanlagt skrev Boole ett 20-tal artiklar i Cambridge Mathematical Journal och ungefär lika många i andra matematiska och filosofiska skrifter. Totalt finns Booles verk spridda i ett 50-tal mindre artiklar och ett fåtal mer omfattande skrifter. 1859 publicerades hans Treatise on Differential Equations och året därpå Treatise on the Calculus of Finite Differences.
1854 publicerade han An investigation into the Laws of Thought, on Which are founded the Mathematical Theories of Logic and Probabilities. I denna skrift behandlade Boole logik på nytt sätt genom att reducera logiken till en enkel algebra. Logiska satser kunde beskrivas med symbolisk notation och manipuleras enligt regler som liknade den normala matematikens. Detta var början till vad som nu kallas Boolesk algebra.
1855 gifte han sig med Mary Everest, brorsdotter till George Everest, som givit namn till världens högsta berg.
Även om Booles liv i stor utsträckning var enkelt och anspråkslöst och han aldrig fick några akademiska eller yrkesmässiga positioner motsvarande sina insatser inom matematiken, fick han ändå en hel del erkännanden och utmärkelser för sitt arbete. För en skrift om "a general method in analysis" publicerad 1844 i Philosophical Transactions fick han en medalj från the Royal Society. Han fick också flera hedersutmärkelser från universiteten i Dublin och Oxford och 1857 utsågs han till Fellow of the Royal Society.
Är 1864 drabbades han av lunginflammation efter att ha blivit genomblöt under ett regnväder på väg från hemmet till arbetet vid Queen's College och dog efter att ha undervisat i blöta kläder hela dagen.